# Amphidelus novus
Amphidelus novus är en rundmaskart som beskrevs av Baqri och Jairajpuri 1968. Amphidelus novus ingår i släktet Amphidelus och familjen Alaimidae. Inga underarter finns listade i Catalogue of Life.